# Tanaka Giichi

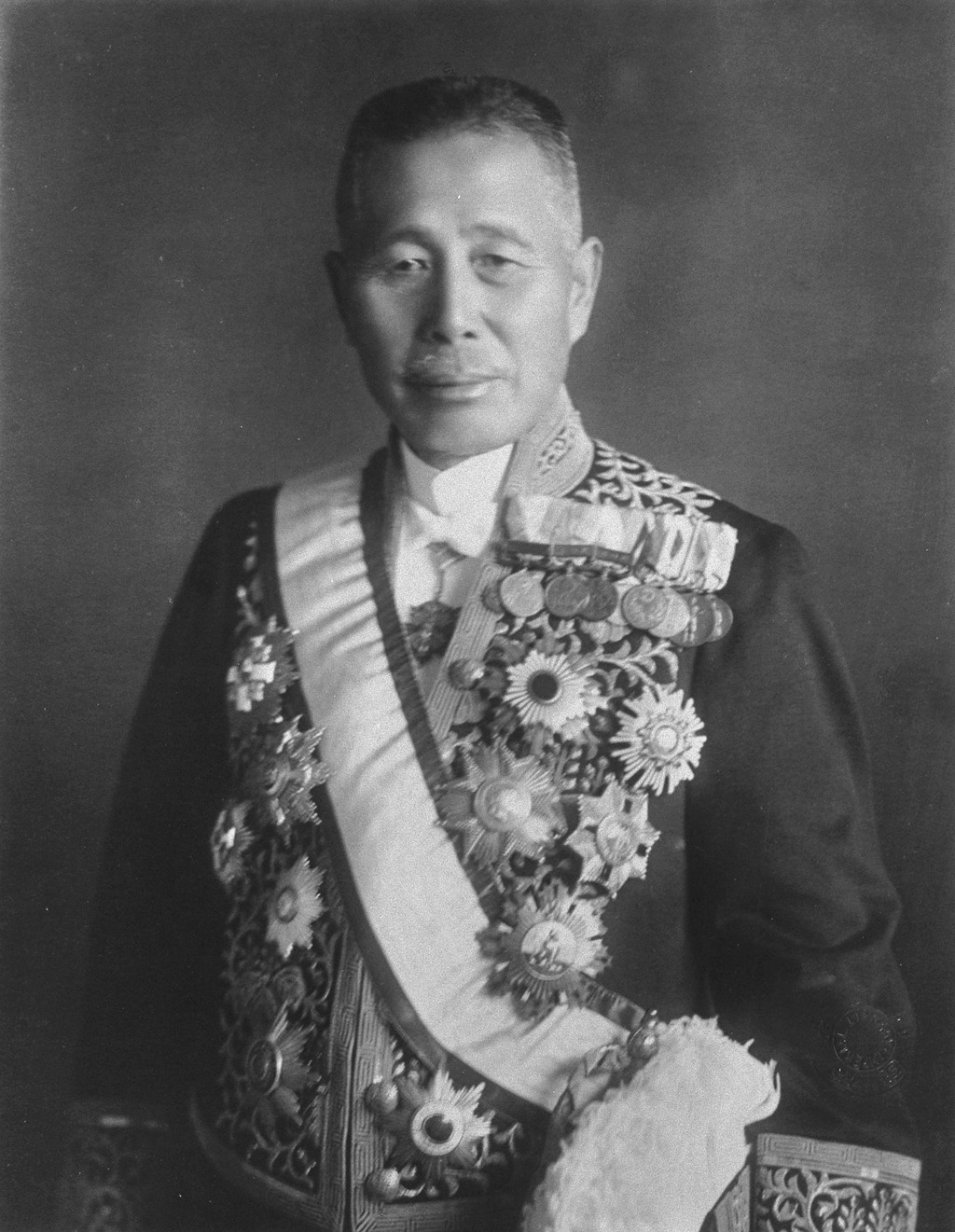
Tanaka Giichi

Danshaku Tanaka Giichi (japanisch 田中 義一; * 22. Juni 1863 in Hagi, Landkreis Abu, Provinz Nagato (heute: Präfektur Yamaguchi); † 29. September 1929 in Kōjimachi, Tokio) war ein japanischer General, Politiker und 26. Premierminister Japans.

## Biografie

### Aufstieg zum General und Kriegsminister
Tanaka trat in den Militärdienst ein und war Absolvent der Heereshochschule. Als Protegé des zweimaligen Premierministers und Generalfeldmarschalls (Gensui) Yamagata Aritomo wurde er rasch befördert und war zuletzt 1910 bis 1913 Direktor des Büros für Militärangelegenheiten.
Von September 1918 bis Juni 1921 war er Heeresminister im Kabinett Hara. Als solcher war er zunächst überzeugter Verfechter der japanischen Intervention in Sibirien gegen das neue Regime der KPdSU in der Sowjetunion. Dabei verstand er sich als Befürworter der Expansion des japanischen Kaiserreichs nach Sibirien und setzte mehrfach mit seinen militärischen Verbündeten die Entsendung und Stationierung von Militärverbänden der Kaiserlich Japanischen Armee durch, während andere Länder ihre Armeeeinheiten bereits abzogen. Für seine Verdienste wurde er 1920 zum Rikugun-taishō (General) befördert und als Danshaku (Baron) Tanaka in den Adelsstand (Kazoku) erhoben. Wegen seiner Haltung während der Sibirischen Intervention gehörte er jedoch auch zu den am stärksten kritisierten Ministern jener Zeit. Zwischen August und September 1923 war er Heeresminister im zweiten Kabinett von General Graf Yamamoto Gonnohyōe.
1925 schied er aus dem aktiven Militärdienst aus und wurde zum Präsidenten der Rikken Seiyūkai (Freunde der verfassungsgemäßen Regierung), der einflussreichsten Partei Japans in dieser Zeit, gewählt, die seitdem als mit dem Militär eng verbunden galt.

### Premierminister 1927 bis 1929
Am 20. April 1927 wurde er trotz Vorwürfen der Veruntreuung von Armeemitteln Premierminister und übernahm in seiner bis zum 2. Juli 1929 amtierenden Regierung auch das Amt des Außenministers. Ab Juni 1929 war er außerdem Minister im wieder eingerichteten Kolonialministerium.
Nach seiner Wahl zum Premierminister wurde in der Führungsriege Japans die Stimme der Expansionisten vernehmbar, die für die Errichtung eines weiträumigeren Einflussgebiets, neuer Absatzgebiete für die heimischen Industrien und somit die Eroberung weiterer Kolonien plädierten.
Als Premierminister förderte er durch das Gesetz zur Aufrechterhaltung der öffentlichen Sicherheit die Zulassung der Todesstrafe bei Revolutionären und subversiven Kräfte. Seine Politik der „harten Hand“ in Bezug auf China brachten ihm scharfe Kritik im In- und Ausland ein.
1928 intervenierte er gegen das Fortschreiten des Nordfeldzuges von Chiang Kai-shek, die zur Besetzung von Jinan führte. Hardliner aus dem Offizierkorps ermordeten den von Japan protegierten Warlord Zhang Zuolin mittels eines Anschlags im Juni 1928. In der folgenden Untersuchung sickerten Details an die Öffentlichkeit durch und die Urheber der Verschwörung wurden öffentlich in Zeitungen identifiziert. Tanaka versuchte eine Bestrafung der Urheber zu erwirken, scheiterte jedoch am Widerstand der Armee, welche sich damit in die Außenpolitik der Regierung einmischte. Tanaka trat am 2. Juli 1929 im Zuge des Skandals zurück.
In seine Amtszeit fiel aber auch noch die Fertigstellung des Regierungssitzes (Kantei) 1929.
Seine Grabstätte befindet sich auf dem Friedhof Tama in Fuchū (Präfektur Tokio).

## Familie
Tanakas ältester Sohn Tatsuo war nach dem Krieg Gouverneur von Yamaguchi, liberaldemokratischer Unterhausabgeordneter und mehrfach Minister. Tanakas Schwiegersohn Ozawa Tarō war Gouverneur von Yamaguchi, liberaldemokratischer Unterhaus- und Oberhausabgeordneter, sein Enkel Ozawa Katsusuke sozialistischer Unterhausabgeordneter und unterlegener Gouverneurskandidat in Yamaguchi bei der Wahl 1996.